# Stylops moestae
Stylops moestae är en insektsart som beskrevs av Pierce 1918. Stylops moestae ingår i släktet Stylops och familjen stekelvridvingar. Inga underarter finns listade i Catalogue of Life.